# Енкапсулација (објектно-оријентисано програмирање)
У програмским језицима, енкапсулација се односи на један од два повезана али различита појма, а понекад и на њихову комбинацију:
- Механизам језика за забрану приступа неким од компоненти објекта.[3][4]
- Конструкт језика који олакшава груписање података и метода (или других функција) које оперишу на тим подацима.[5][6]

Неки теоретичари програмских језика користе прво значење само или у комбинацији са другим као једно од основних својстава објектно оријентисаног програмирања, док се код неких програмских језика који омогућавају лексичка затворења енкапсулација посматра као особина језика, ортогонална оријентацији објекта.
Друга дефиниција је мотивисана чињеницом да у многим ООП језицима сакривање компоненти није аутоматско и може бити премошћено, стога они који преферирају другу дефиницију сакривање информација дефинишу као засебан појам.